# Међународна година основних наука за одрживи развој
Међународна година основних наука за одрживи развој проглашена је 2022. година, на 76. седници Генералне скупштине Уједињених нација 2. децембра 2021, наглашавајући да је примена основних наука од виталног значаја за напредак медицине, индустрије, пољопривреде, водних ресурса, енергетског планирања, животне средине, комуникације и културе, као и да основне науке разбијају технологије да одговоре на потребе човечанства обезбеђивањем приступа информацијама и повећањем друштвеног благостања и промовисањем мира кроз побољшану сарадњу ка циљевима одрживог развоја (SDGs).
Званична церемонија отварања године одржана је у седишту Унеска у Паризу 8. јула 2022., а званично затварање одржано је у CERN-у у Женеви 15. децембра 2023.
Међународна унија чисте и примењене физике (IUPAP) и 28 других научних синдиката  и организације чинили су Управни одбор, којим је председавао Мишел Спиро са потпредседницима Trần Thanh Vân и Prajval Shastri, чији је циљ од 2017. године био да промовише проглашење Генералне скупштине Уједињених нација 2022. године за Међународну годину основних наука за одрживи развој.
Преко 80 других организација, међу којима су многе националне академије науке и њихове мреже, такође подржавају иницијативу.
УНЕСКО делује као водећа агенција и фокусна тачка за Годину. Програм за Годину развијен је у сарадњи са другим релевантним ентитетима система УН, ИУПАП-ом, CERN-ом и њиховим придруженим организацијама и федерацијама широм света. До сада је одржан низ догађаја широм света, између осталих водећих догађаја „Наука, етика и људски развој“ у Вијетнаму и „Светска конференција о основним наукама и одрживом развоју“ у Србији.
Након Међународне године основних наука за одрживи развој (IYBSSD), Генерална скупштина Уједињених нација прогласила је декаду од 2024. до 2033. године Међународном декадом наука за одрживи развој (IDSSD).
Поводом спровођења активности и обележавања 2022. године као међународне године основних наука за одрживи развој, организација Међународна годинa основних наука за одрживи развој упутила је позив својим чланицама да успоставе одређене националне или интернационалне контакт центре, а који ће имати надлежност да саветују организаторе IYBSSD 2022 и проверавају да ли се прате опште смернице приликом организације програма IYBSSD 2022. Извршни одбор САНУ је донео одлуку да САНУ преузме улогу контакт центра у име наше земље и да о томе обавести наведену Организацију.